# Internationale Union für Geodäsie und Geophysik
Die Internationale Union für Geodäsie und Geophysik (IUGG; französisch Union géodésique et géophysique internationale, UGGI) wurde 1919 auf europäische Initiative gegründet. Sie ist einer der großen wissenschaftlichen Dachverbände der Welt und gliedert sich in acht fachliche Assoziationen. Über 100 Staaten sind Mitglieder der Union oder ihrer Teile, ferner etwa 60 global tätige Vereinigungen.

## Gliederung in Assoziationen

Sonderbriefmarke von 1983 zur Generalversammlung der IUGG in Hamburg

Bis etwa 1970 gliederte sich die Union in je eine Sektion für Geodäsie (etwa 80 Mitgliedsstaaten) und für Geophysik (etwa 70 Mitgliedsstaaten). Während die Geodäten diese interne Gliederung beibehielten, aber ihre technischen Fachbereiche in eine spezielle Fédération Internationale des Géomètres (FIG) einbrachten, führte die Entwicklung der Geophysik in den 1970er-Jahren zu ihrer Aufteilung in sechs spezielle Unterverbände innerhalb der IUGG; zusätzlich wurde 2007 die Assoziation für Kryosphären-Forschung (IACS) gegründet. Die Gliederung der IUGG ist nun:
1. International Association of Geodesy (IAG)
2. International Association of Geomagnetism and Aeronomy (IAGA)
3. International Association of Hydrological Sciences (IAHS)
4. International Association of Meteorology and Atmospheric Sciences (IAMAS)
5. International Association for the Physical Sciences of the Oceans (IAPSO)
6. International Association of Seismology and Physics of the Earth’s Interior (IASPEI)
7. International Association of Volcanology and Chemistry of the Earth’s Interior (IAVCEI)
8. International Association of Cryospheric Sciences (IACS).

## Aufgaben und Generalversammlungen
Hauptaufgabe der IUGG ist die Förderung und Koordination der Erforschung der Erde und des erdnahen Weltraums. Sie gründet spezielle Kommissionen zu langfristigen Forschungsthemen und Spezial-Studiengruppen (SSG) zu aktuellen Themenkreisen. Ferner unterhält die Union eine Reihe wissenschaftlicher Dienste (Service), unter anderem zur Erdrotation und zu GPS. Alle vier Jahre finden große zweiwöchige Kongresse mit 5.000 bis 10.000 Teilnehmern und Hunderten einzelner Tagungen statt, und zwar:
- 1983 in Hamburg (Deutschland)
- 1987 in Vancouver (Kanada)
- 1991 in Wien (Österreich)
- 1995 in Boulder (USA)
- 1999 in Birmingham (Großbritannien)
- 2003 in Sapporo (Japan)
- 2007 in Perugia (Italien)
- 2011 in Melbourne (Australien)
- 2015 in Prag (Tschechien)
- 2019 in Montreal (Kanada)[1]
- 2023 in Berlin (Deutschland)[2]

In den Jahren zwischen den Generalversammlungen tagen manche der Assoziationen, z. B. jene für Geodäsie (International Association of Geodesy, IAG) 1997 in Rio de Janeiro, 2001 in Budapest, 2005 in Cairns, 2009 in Buenos Aires.
Wichtige internationale Kooperationspartner sind Gliederungen der Vereinten Nationen und des Internationalen Wissenschaftsrates (ICSU), sowie zahlreiche Regional-Organisationen der Geowissenschaften wie die European Geophysical Society (EGS) und  EGU, Meteorologie und auch Astronomie (Internationale Astronomische Union (IAU)), die o.e. IAG, die ozeanografischen Dachverbände von IAH, IAPSO und IHO, oder das Committee on Space Research (COSPAR).